# Castrul roman de la Cornuțel
Castrul roman este situat pe teritoriul localității Cornuțel, județul Caraș-Severin.